# Android App Bundle
Android App Bundle (littéralement « paquet d'application Android ») est un format de fichier conçu pour la publication d'applications Android sur les magasins d'applications. Un App Bundle doit inclure le code compilé de l'application ainsi que ses ressources, ce qui permet de transférer la signature et la génération des fichiers APK vers le magasin d'applications, ce qui réduit la taille de téléchargement initiale de l'application. L'extension de fichier utilisée pour ce format est ".aab".
Ce format est devenu obligatoire pour toutes les nouvelles applications publiées sur le Google Play Store depuis août 2021.

## APK fractionnés
Sans l'Android App Bundles, un APK peut prendre en charge plusieurs langues, jusqu'à quatre architectures de processeur différentes et plusieurs résolutions d'affichage. Cela signifiait qu'un fichier d'installation pouvait potentiellement contenir des quantités importantes de spécifications inutiles pour l'appareil sur lequel il allait être installé.
Les APK fractionnés, qui sont générés par un magasin d'applications telle que Google Play, contiennent uniquement le code et les ressources nécessaires à l'appareil qui télécharge l'application. Si l'utilisateur modifie une fonctionnalité de son appareil comme la langue, le magasin d'applications peut alors fournir des fichiers APK fractionnés supplémentaires à la demande pour répondre aux exigences modifiées.